# Stratford (New York)
Pour les articles homonymes, voir Stratford.
Stratford est une ville située dans le comté de Fulton, dans l'État de New York, aux États-Unis,. En 2010, elle comptait une population de 610 habitants.

## Démographie
Lors du recensement de 2010, la ville comptait une population de 610 habitants. Elle est estimée, en 2016, à 587 habitants.